# 사이트링크
사이트링크(Sitelink)는 사용자가 사이트를 탐색하는 데 도움을 주기 위해 특정 구글 목록 아래에 표시되는 웹사이트 하위 페이지에 대한 하이퍼링크이다. 사이트 소유자는 사이트링크를 추가할 수 없다. 구글은 자체 비밀 자동화 알고리즘을 통해 이를 추가한다. 구글 애드워즈 프로그램이 있으면 캠페인 및 광고그룹 수준 사이트링크를 만들 수 있다. 그러나 사이트 소유자는 개별 사이트링크를 차단할 수 있으며, 이는 도움이 되지 않는다고 판단되는 경우 유용할 수 있다. 구글에는 사이트당 최소 1개에서 최대 10개의 사이트링크가 있다. 존(John I Jerkovic)에 따르면 "모든 사이트는 사이트링크를 얻기 위해 노력해야 한다. 사이트링크는 웹 존재뿐 아니라 권위도 암시하기 때문이다. 사이트링크는 또한 경쟁업체를 결과 페이지 아래로 밀어내는 추가 검색 결과 화면 공간을 차지한다." 사이트링크는 또한 "구글이 하나의 결과가 다른 결과(예: 탐색 또는 브랜드 관련 검색)보다 훨씬 더 관련성이 있다고 생각하는 일부 검색 결과"에 표시된다고 한다.
검색 엔진 최적화 전문가들은 사이트링크를 사이트가 얼마나 "신뢰할 수 있는지"를 나타내는 중요한 척도로 간주하고 그에 따라 사이트링크가 나타나는 원인을 추론하려고 시도했다. 이러한 노력에는 구글 특허를 검토하는 것이 포함되었다. 이러한 특허에 따르면 사이트링크는 사용자 행동, 특히 페이지에 액세스한 횟수, 페이지에서 보낸 시간 및 페이지 자체의 콘텐츠(페이지에 상업 거래가 포함되어 있는지 여부)에서 파생된다. 대안적인 실시예에서, 웹 사이트 제공자는 자신의 웹 사이트 내에서 선호하는 웹 페이지 목록을 검색 엔진 시스템에 제공할 수 있다고 제안된다.
구글 수석 제품 관리자인 제리(Jerry Dischler)에 따르면 15자 미만의 사이트링크가 가장 좋은 성과를 거두는 것으로 보인다. 또한 구글 스폰서 링크와 관련된 관련 없는 유료 사이트링크 기능이 있어 사이트 소유자가 최대 10개의 링크를 제출하고 구글이 검색과 가장 관련 있는 4개를 선택할 수 있다.